# آني إليزابيث ديلاني
آني إليزابيث ديلاني (بالإنجليزية: Annie Elizabeth Delany)‏ هي طبيبة أسنان أمريكية، ولدت في 3 سبتمبر 1891 في رالي في الولايات المتحدة، وتوفيت في 25 سبتمبر 1995 في ماونت فيرنون في الولايات المتحدة.

## وصلات خارجية
- الموقع الرسمي
- آني إليزابيث ديلاني على موقع قاعدة بيانات برودواي على الإنترنت (الإنجليزية)